# شهرستان مرغاب
شهرستان مرغاب (به ترکمنی: Murgap etraby، موُرغاپ اطرابیٛ) یک شهرستان در ترکمنستان است که در مرغاب واقع شده‌است.
در تاریخ ۹ نوامبر ۲۰۲۲، شهرستان اغوزخان منحل شده، و اراضی آن به دو شهرستان مرغاب و ساقارچگه واگذار شد. مرکز شهرستان، شهرک اغوزخان، به مرغاب واگذار شد. 
۶ سال پیش از آن، در تاریخ ۲۴ ژوییه سال ۲۰۱۶، شهرستان آلتین صحرا منحل شده و اراضی آن به شهرستان اغوزخان اضافه شده بود. اراضی این شهرستان منحل شده نیز بین مرغاب و ساقارچگه تقسیم شد. مرکز شهرستان منحل شده آلتین صحرا، شهرک پاراحات،  به ساقارچگه واگذار شد.

## تقسیمات اداری
شهرستان مرغاب شامل یک شهر، دو شهرک، و نوزده شورای روستایی می‌باشد.
- شهرها (şäherler / شأهرلر)
  - مرغاب (Murgap / موُرغاپ)

- شهرک‌ها (şäherçeler / شأهرچه‌لر)
  - اغوزخان (Oguzhan / اوْغوُزحان)
  - دنگیزخان (Deňizhan / دنگیزحان)
    - ‌ شامل کوچک خان‌حوض (Kiçi Hanhowuz / کیچی حان‌حوْوض)
    - صحرا (Sähra / صأحرا)

- شوراهای روستایی (oba geňeşlikleri / اوْبا گنگشلیکلری)
  - آزادلیق (Azatlyk / آزاتلیٛق)
    - کوشک (Köşk / کؤشک)

  - بیرلشلیک (Birleşik / بیرلشلیک)
    - بیرلشلیک (Birleşik / بیرلشلیک)

  - خرسلان جمعه‌یف (Hyrslan Jumaýew adyndaky / خیٛرسلان جوُمایف آدیٛنداقیٛ)
    - خرسلان جمعه‌یف (Hyrslan Jumaýew adyndaky / خیٛرسلان جوُمایف آدیٛنداقیٛ)

  - چچ‌تپه (Çäçdepe / چأچ‌دپه)
    - چچ‌تپه (Çäçdepe / چأچ‌دپه)

  - چنغور (Çöňür / چوْنگوُر)
    - آریغ‌‌اوبه (Arygoba / آریٛق‌اوْبا)
    - تازه‌اوبه (Täzeoba / تأزه‌اوْبا)
    - چنغور (Çöňür / چوْنگوُر)

  - دنگیزخان (Deňizhan / دنگیزحان)
    - آغزی‌بیرلیک (Agzybirlik / آغزیٛ‌بیرلیک)
    - دنگیزخان (Deňizhan / دنگیزحان)

  - دوستلوق (Dostluk / دوْستلوُق)
    - دوستلوق (Dostluk / دوْستلوُق)

  - رواج‌لیق (Rowaçlyk / روْاچ‌لیٛق)
    - رواج‌لیق (Rowaçlyk / روْاچ‌لیٛق)
    - اماشه (Amaşa / آماشا)

  - سوختی (Suhty  / سوُحتی)
    - بیرلشیک (Birleşik / بیرلشیک)
    - سوختی (Suhty  / سوُحتی)
    - قوشه‌کوپری (Goşaköpri / قوْشاکؤپری)
    - ملک‌امان (Mülkaman / موٚلک‌‌آمان)

  - شورتپه (Şordepe / شوْردپه)
    - شورتپه (Şordepe / شوْردپه)
    - مِیلتین‌لیک (Meýletinlik / میلتین‌لیک)
    - یاغتی‌لیق (Ýagtylyk / یاغتیٛ‌لیٛق)

  - قاتی‌یاپ (Gatyýap / قاتیٛ‌یاپ)
    - سوختی‌یاپ (Suhtyýap / سوُحتیٛ‌یاپ)
    - قاتی‌یاپ (Gatyýap / قاتیٛ‌یاپ)

  - قالقینیش (Galkynyş / قالقیٛنیٛش)
    - ‌چمچه‌تپه (Çemçedepe / چمچه‌دپه)

  - قوشوت‌بند (Gowşutbent / قوْوشوُت‌بنت)
    - آق‌یر (Akýer / آق‌یر)
    - بندلی اوبه (Bentlioba / بنت‌لی اوْبا)
    - پنج‌وار (Penjiwar / پنج‌وار)
    - قاراش‌سیزلیق (Garaşsyzlyk / قاراش‌سیٛزلیٛق)

  - قلیچ‌دوردی صجت‌مرادوف (Gylyçdurdy Sähetmyradow adyndaky / قیٛلیٛچ‌دوُردیٛ صأحت‌میٛرادوف آدیٛنداقیٛ)
    - قلیچ‌دوردی صجت‌مرادوف (Gylyçdurdy Sähetmyradow adyndaky / قیٛلیٛچ‌دوُردیٛ صأحت‌میٛرادوف آدیٛنداقیٛ)

  - گوک‌تپه (Gökdepe / گؤک‌دپه)
    - اماشه‌یاپ (Amaşaýap / آماشایاپ)
    - گوک‌تپه (Gökdepe / گؤک‌دپه)

  - ملک‌یازی (Mülkýazy / موٚلک‌یازیٛ)
    - ‌ گل‌پری (Gülperi / گوٚل‌پری)
    - گوکلنگ (Gökleň / گؤکلنگ)
    - ملک‌یازی (Mülkýazy / موٚلک‌یازیٛ)

  - میراث (Miras  / میراث)
    - قوقوز ارنگ (Gowkuzereň / قوْوقوُز ارنگ)

  - وطن (Watan / واطان)
    - داش‌آیاق (Daşaýak / داش‌آیاق)
    - وطن (Watan / واطان)